# Braham
Braham é uma cidade localizada no estado americano de Minnesota, no Condado de Isanti e Condado de Kanabec.

## Demografia
Segundo o censo americano de 2000, a sua população era de 1276 habitantes. 
Em 2006, foi estimada uma população de 1628, um aumento de 352 (27.6%).

## Geografia
De acordo com o United States Census Bureau tem uma área de 
3,3 km², dos quais 3,3 km² cobertos por terra e 0,0 km² cobertos por água. Braham localiza-se a aproximadamente 292 m acima do nível do mar.

## Localidades na vizinhança
O diagrama seguinte representa as localidades num raio de 20 km ao redor de Braham. 